# Радянське мистецтво (тижневик)
«Радянське мистецтво» — ілюстрований тижневик, орган Київської окружної профради. Виходив у Києві в 1928–32 роках. У журналі обговорювано переважно питання українського театру і драматургії, діяльність клубів тощо; редактор К. Кравченко; вийшло 98 чисел.
«Радянське мистецтво» — тижневик Комітету в справах мистецтв та Управління у справах кінематографії при Раді Міністрів УРСР, утворений на базі реорганізованої в січні 1945 газети «Література і мистецтво» (розділеної на «Радянське мистецтво» та «Літературну газету»); виходив у Києві в 1945—1954 роках. «Радянське мистецтво» було типово пропагандистською газетою з притаманним на ті часи звеличенням Сталіна й партії. Редакторами її були Ю. Костюк (гол. ред.), О. Борщаговський (заст. гол. ред.) та ін. В 1955 перейменована на «Радянську культуру», а в 1965 — на «Культуру і життя».